# Југ Богданова кула
Југ Богданова или Водена кула налази се крај реке Топлице, подно утврђења Хисар у Прокупљу.
Према народном предању изградио ју је српски епски јунак Југ Богдан. Мада ово име није запамћено у историјским изворима, поједини истраживачи га идентификују са историјском личношћу Вратка Немањића, српског кнеза из 14. века и оца кнегиње Милице, жене кнеза Лазара (1373 – 1389). Интересантно је да се изградња не само куле, већ и средњовековне цркве у Прокупљу везује за име Југ Богдана, па се улога ове личности треба додатно испитати. Судећи по начину зидања и сачуваним остацима, кула је по свој прилици старија од 14. века.
Претпоставка је да је била у склопу утврђења Хисар и да је изграђена са циљем одбране од спољних напада и обезбеђивања снабдевања града водом. Постоје тврдње да је била висока 10 m и да је садржала међуспратну дрвену конструкцију. Ова кула је данас најочуванија кула некадашњег утврђења.
Сем куле у околини постоје још две грађевине са његовим именом, утврђење и црква, а постоји и веровање да је он ту живео са девет Југовића.